# Llubí
Llubí, outrora chamado Castell-Llubí, é um município da Espanha na ilha de Maiorca, província e comunidade autónoma das Ilhas Baleares. Tem 34,9 km² de área e em 2021 tinha 2 385 habitantes (densidade: 68,3 hab./km²).

## Demografia
| Variação demográfica do município entre 1991 e 2004 [carece de fontes?] | Variação demográfica do município entre 1991 e 2004 [carece de fontes?] | Variação demográfica do município entre 1991 e 2004 [carece de fontes?] | Variação demográfica do município entre 1991 e 2004 [carece de fontes?] |
| ----------------------------------------------------------------------- | ----------------------------------------------------------------------- | ----------------------------------------------------------------------- | ----------------------------------------------------------------------- |
| 1991                                                                    | 1996                                                                    | 2001                                                                    | 2004                                                                    |
| 1969                                                                    | 1904                                                                    | 1806                                                                    | 1967                                                                    |